# ボクセンバーグ (小惑星)
ボクセンバーグ (3205 Boksenberg) は小惑星帯の小惑星である。エレノア・ヘリンとシェルテ・バスがサイディング・スプリング天文台で発見した。
イギリスの天文学者、アレキサンダー・ボクセンバーグに因んで名付けられた。